# Chapin (Karolina Południowa)
Chapin – miasto w Stanach Zjednoczonych, w stanie Karolina Południowa, w hrabstwie Lexington.